# 傅亮 (物理学家)
傅亮（1985年—）是一位中国物理学家。他的研究关注用固体物理学中预测新的物质相以及拓扑材料（拓扑绝缘体、超导体材料）。他提出iv - vi半导体中的结晶拓扑绝缘体，它涉及非平衡环境下的拓扑相变理论。

## 生平
1998年进入苏州中学少年班预备班，2000年进入中国科学技术大学少年班。2009年获宾夕法尼亚大学物理学博士学位，之后在哈佛大学做过研究，2012年成为麻省理工学院助理教授。2015年获物理学新视野奖。